# Římskokatolická farnost Heřmanov u Velké Bíteše
Římskokatolická farnost Heřmanov u Velké Bíteše je územním společenstvím římských katolíků v rámci velkomeziříčského děkanství brněnské diecéze.

## Historie farnosti
První zmínka o heřmanovské duchovní správě je z roku 1428. V 16. století je doložena řada sporů místních kněží s farníky kvůli odvádění desátků (nekatolíci nechtěli platit katolickému faráři a naopak). Po roce 1620 zůstal v důsledku třicetileté války Heřmanov bez kněze. Farnost byla obsazena duchovním opět až po roce 1641, kdy je doložen farář Valentin Longinus.
V roce 1731 byl do dnešní podoby přebudován kostel sv. Mikuláše (na jeho věži jsou dochovány tři zvony z 15. století). V roce 1799 pak byla nově vybudována fara. Posledním sídelním duchovním správcem v Heřmanově byl od roku 1974 P. Jaroslav Maxa, který v roce 1992 odešel na odpočinek, a až do roku 1997 byl výpomocným duchovním v Pavlově.

## Duchovní
Od r. 1992 je až dodnes heřmanovská farnost spravována ex currendo z farností v okolí (1992–1993 z Rudy, 1993 (8 měsíců) z Osové Bitýšky, od roku 1993 dodnes z Křižanova). Od srpna 2005 do července 2016 byl administrátorem excurrendo R. D. Tomáš Holcner.Od srpna 2016 byl dministrátorem excurrendo R. D. Mgr. Bc. Václav Hejč. Od 15. října 2022 je administrátorem farnosti R. D. Josef Pohanka z Křižanova.

## Bohoslužby
| Kostel              | Místo    | Bohoslužba   | Bohoslužba | Poznámka     |
| ------------------- | -------- | ------------ | ---------- | ------------ |
| Kostel sv. Mikuláše | Heřmanov | neděle pátek | 9.00 16.45 | farní kostel |

## Kněží pocházející z farnosti
Z farnosti pochází kněz Karel Chylík. Ten slavil svoji primici ve farním kostele 5. července 2000. 

## Aktivity ve farnosti
Dnem vzájemných modliteb farností za bohoslovce a bohoslovců za farnosti brněnské diecéze je 1. květen. Adorační den připadá na 22. května.
Ve farnosti se pravidelně koná tříkrálová sbírka.